# Edificio modular

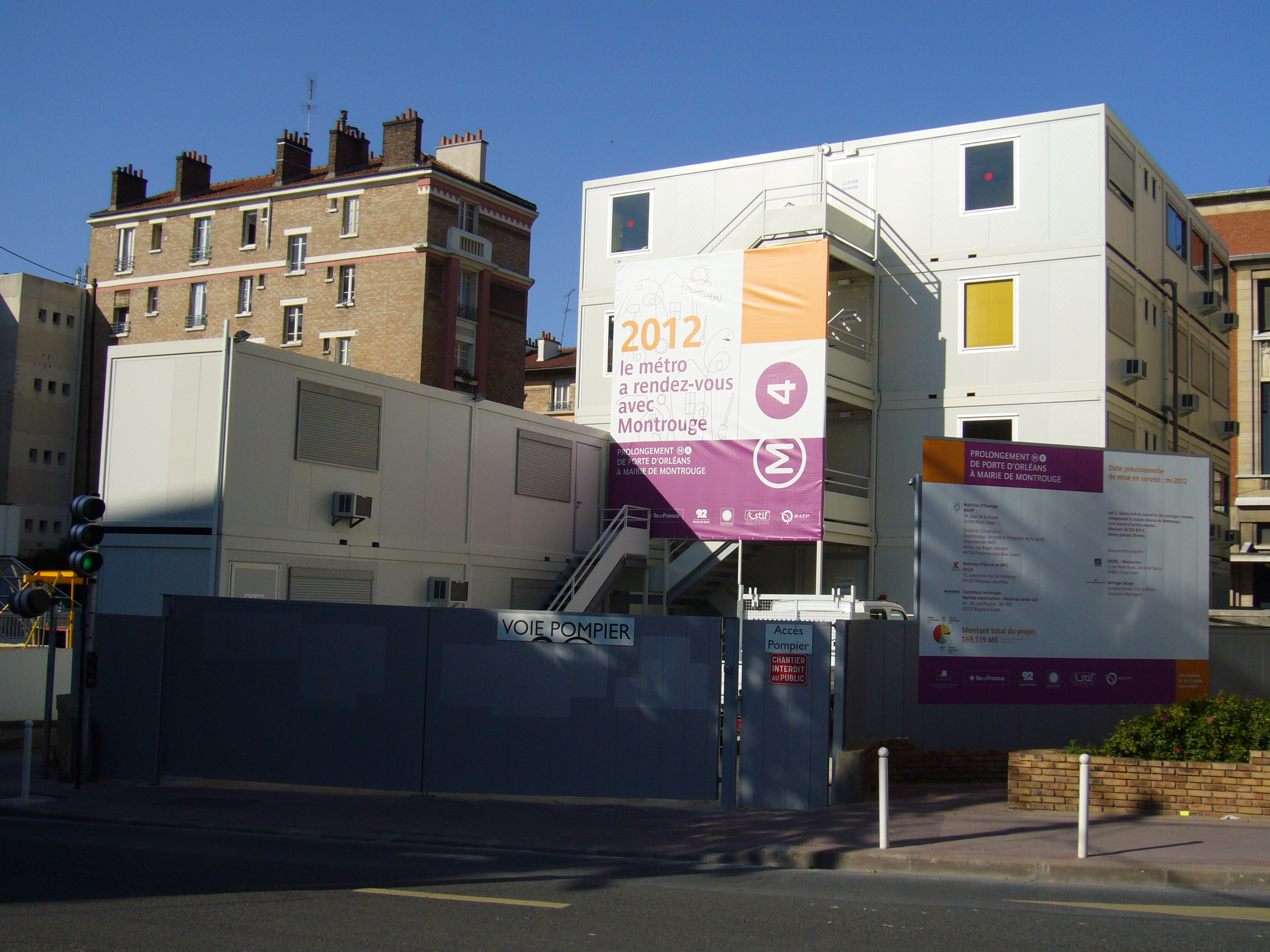
Cabañas de construcción utilizadas como parte de las obras de ampliación de la línea 4 del metro de París en Mairie de Montrouge.

Un edificio modular está constituido por diversas secciones repetidas, llamadas módulos, que son construidas lejos del sitio donde será emplazado dicho edificio. Estas secciones prefabricadas son producidas en fábrica para luego ser trasladadas al sitio donde será completado su armado, ensamblado e instalación final.
En ocasiones es necesario el empleo de grúas, carretillas elevadoras, polipastos, dispositivos especiales de elevación y otros medios mecánicos para el ensamblado, dependiendo esto de la complejidad de la estructura modular que se planee construir. Una vez colocados los módulos en su ubicación final son unidos mediante conexiones que acoplan y fijan unos módulos con otros; interconectando los módulos para formar la estructura general del edificio.
La construcción de edificios modulares, tanto de tipo residenciales como comerciales e industriales, es una manera rápida y eficiente de construir estructuras de gran calidad con menores costes. Por ello la construcción de edificios modulares es objetivo de ardua investigación y desarrollo de nuevos métodos y técnicas, especialmente mediante la aplicación de nuevas tecnologías como el modelado 3D y BIM. Esta investigación y desarrollo es promovida por empresas del sector como también por institutos como el Steel Construction Institute  y el Modular Building Institute.

## Usos
Los usos y aplicaciones en las que se puede utilizar los edificios modulares son muy variados. Pueden emplearse para instalaciones tanto fijas como móviles, y temporales o permanentes, como escuelas, hospitales y centros de atención médica, instalaciones comerciales e industriales, etc.
Suelen ser utilizadas en zonas remotas y/o rurales como así también en áreas donde hay problemas climáticos como huracanes. También se emplean con fines temporales como por ejemplo baños y abluciones en eventos, ya que permiten ofrecer instalaciones que no están disponibles en los lugares donde se celebran dichos eventos.
Otro uso novedoso que demuestra el amplio abanico de usos que se les puede dar a las construcciones modulares, se encuentra en el mercado de las acampadas de lujo, donde se instalan baños modulares privados de diseño vanguardista que ofrecen todas las comodidades a los viajeros de alto poder adquisitivo. Con un diseño que complementa el entorno natural y respeta la sostenibilidad medioambiental.

## Proceso de construcción
La construcción de edificios modulares sigue un proceso secuencial que está dividido en una serie de pasos básicos. Este proceso tiene como finalidad agilizar la implementación y desarrollo del proyecto, disminuir costes y garantizar la calidad y estandarización de todos los módulos.
Los edificios modulares deben cumplir en la mayoría de los países con las mismas normas, códigos y estándares de construcción que las estructuras construidas mediante la construcción tradicional in situ.
El proceso suele iniciar con la ideación y desarrollo de los bocetos básicos, para posteriormente realizar el análisis de costes y la planificación del calendario.
El proceso de construcción que siguen los fabricantes de edificios modulares puede variar de acuerdo con el tipo de construcción y los requisitos particulares de cada proyecto. Sin embargo, suele haber tres etapas básicas en el proceso de construcción y montaje de cualquier edificio modular: fabricación, envío y montaje y emplazamiento.
Asimismo, existen pasos previos al montaje y conexión de los módulos como la preparación de la obra, donde se disponen todos los materiales y equipos para la construcción que su utilizarán y se prepara el emplazamiento para la construcción de la edificación modular. Por otro lado, se debe realizar una cimentación. Éstos deben estar diseñados para soportar el peso de la construcción modular. Pueden ser de hormigón, acero o madera. Y pueden apoyarse en una losa, en pilotes o estar empotrados en el suelo.
El trabajo en la obra suele ser reducido, pudiendo tomar el montaje y ensamblaje de los módulos desde algunas horas hasta varios días, dependiendo del tipo y las características del proyecto.

### Selección del emplazamiento
Es fundamental seleccionar un emplazamiento para la construcción modular. El emplazamiento debe estar libre de obstáculos, tener un acceso adecuado y estar libre de condiciones de suelo que puedan causar inestabilidad. También debe contar con los servicios públicos y de transporte, incluida una vía de acceso al lugar de construcción. El emplazamiento debe ser evaluado para asegurarse de que es adecuado para el tipo de edificio modular que se va a construir.

### Condiciones meteorológicas
Las condiciones meteorológicas de la obra es otro de los factores importantes para la construcción de un edificio modular. Las precipitaciones, los vientos fuertes, la temperatura y la humedad pueden afectar a la construcción de un edificio modular. Hay que vigilar las condiciones meteorológicas y aplicar las medidas adecuadas para proteger la obra y el edificio.

## Ventajas
Los edificios modulares presentan una variedad de ventajas frente a los edificios convencionales construidos in situ.
·      Ahorro de costes: Se estima que en promedio el ahorro de costes en la construcción modular es del 30% al 40% en comparación con la construcción convencional. Este ahorro se explica mayormente debido al ahorro en mano de obra y al aprovechamiento más eficiente de los materiales empleados. Además, la construcción modular reduce de modo significativo el riesgo de excesos de presupuesto y costes adicionales no previstos.
·      Tiempo: En promedio los proyectos de construcciones de edificios modulares se logran completar un 30% a 50% más rápido que los proyectos de construcción convencional, gracias a que la prefabricación llevada a cabo fuera de la obra reduce los tiempos de producción. La construcción modular puede ser una forma rentable y eficiente de cumplir los plazos del proyecto que, de otro modo, no se cumplirían debido al tiempo que se tarda en construir una estructura típica in situ. Esto puede ser especialmente importante para proyectos públicos como escuelas, hospitales e infraestructuras urbanas.
·      Mejor calidad: La construcción de edificios modulares suele ofrecer una mayor calidad y personalización que la construcción in situ. Ya que, por un lado, la prefabricación es llevada a cabo en condiciones controladas que permite disminuir el riesgo de defectos. Y, por otro lado, se suelen emplear materiales de gran calidad lo que permite conseguir un producto final con calidad garantizada. Los edificios modulares se han utilizado para proyectos gubernamentales y para la construcción de edificios comerciales y residenciales a gran escala. El proceso se ha perfeccionado a lo largo de los años y las empresas de construcción modular han adquirido experiencia y reputación en la producción de edificios de alta calidad.
·      Seguridad en la obra: La fabricación fuera de la obra, permite reducir el riesgo de accidentes, ya que es más sencillo gestionar las operaciones y crear un entorno de trabajo seguro.
·      Flexibilidad de diseño y mayor personalización: Los edificios modulares se diseñan y personalizan para satisfacer las necesidades específicas de cada proyecto. La construcción modular ofrece una gran flexibilidad en lo que a diseño se refiere, debido al empleo de técnicas modernas como el modelado 3D. Además, los edificios construidos modularmente permiten añadir nuevos módulos cuando es necesario, pudiéndose desarmarlos, reubicarlos y reacondicionarlos para nuevos usos, disminuyendo los costes, los materiales requeridos y la energía gastada para satisfacer nuevas necesidades. Uno de los usos donde la flexibilidad de diseño y la personalización toman especial relevancia es en la producción e instalación de baños prefabricados modulares en residencias de estudiantes, hospitales u hoteles, debido a que favorece el aprovechamiento del espacio disponible y disminuye las necesidades de remodelación del mismo.
·      Beneficios medioambientales: La construcción modular ofrece varias ventajas en lo que al cuidado del medioambiente se refiere: disminuye las emisiones de CO2, debido a que emplea materiales prefabricados que reducen el uso de energía y agua para su producción, al mismo tiempo que reduce la generación de desechos, así como la perturbación o contaminación ambiental en la obra. Se estima que la reducción de residuos y desechos puede alcanzar hasta un 90% en comparación con la construcción convencional.

## Desventajas
La construcción de edificios modulares presente algunas desventajas en comparación con la construcción de edificios convencionales. 
·      Transporte: La construcción de edificios modulares puede imponer restricciones al transporte de los módulos hasta su emplazamiento. Al tener que transportarse los módulos por carretera, normalmente éstos no pueden ser demasiado grandes, lo que puede limitar el tamaño de las habitaciones.
·      Dificultad para el financiamiento: Algunas instituciones financieras, así como bancos y prestamistas pueden dudar en brindar préstamos o créditos para la construcción de casas modulares. Aunque esto es algo que ha comenzado a revertirse en los últimos años.
·      Rechazo cultural: Aún existe un rechazo cultural hacia los edificios modulares, debido principalmente al desconocimiento por parte del público general con respecto a este tipo de construcciones. Sin embargo, estas edificaciones cumplen con las mismas regulaciones, códigos y normas que los edificios tradicionales, y los materiales que se emplean en su construcción son de igual o mejor calidad que los de las construcciones in situ.

## Materiales
Los materiales utilizados en la construcción de edificios modulares varían en función del tipo de estructura, su uso previsto y las condiciones meteorológicas.
Los materiales típicos más comunes para la construcción de edificios modulares son la madera, el acero y el hormigón. Sin embargo, los edificios modulares pueden construirse con una gran variedad de materiales. Por ejemplo, los edificios modulares construidos con módulos de hormigón pueden utilizarse para la construcción comercial, mientras que los módulos de acero pueden utilizarse para edificios industriales y comerciales, y los módulos de madera pueden utilizarse para la construcción residencial.
Además, en muchos casos se desarrollan enfoques hídricos que utilizan más de un tipo de material.

## Costes
En lo que respecta a los costes para la construcción de un edificio modular, existen varios aspectos y factores que hay que tener en cuenta como el tipo de materias utilizados, el tamaño de la estructura o edificación a construir, las condiciones de la mano de obra, etc.
Por ejemplo, en regiones aisladas o montañosas los costes de transporte y traslado serán mucho más elevados que en zonas llanas.
Sin embargo, normalmente algunos de los costes que hay que tener en cuenta son los costes de preparación del terreno, los costes de mano de obra y los costes de los módulos.
·      Preparación del terreno: Los costes de preparación de la obra varían en función del tipo de edificio modular y de las condiciones del terreno.
·      Costes de mano de obra: Dependen del tipo de edificio modular, de la experiencia de la mano de obra y de la eficiencia del proceso de construcción.
·      Costes de los módulos: El coste de los módulos depende del tipo de edificio modular y del tamaño de los módulos.
En el caso de los proyectos de gran envergadura existe una economía de escala que permite reducir notablemente los costes inherentes al proyecto.

## Financiamiento
La financiación para la construcción de edificios modulares puede obtenerse de bancos, compañías financieras o de prestamistas. La construcción de edificios modulares se financia de la misma manera que otros tipos de construcción, normalmente con préstamos de construcción.

## Aceptación en el mercado
El uso de la construcción modular ha ido aumentando su popularidad desde mediados de los años 80. En la actualidad, se utiliza principalmente para edificios comerciales, como edificios de oficinas, hoteles, centros de convenciones y universidades. También se utiliza para casas unifamiliares, viviendas multifamiliares, como apartamentos y condominios, y para edificios especializados, como hospitales y centros educativos.
La construcción modular se emplea sobre todo para edificios comerciales que requieren alta seguridad o son muy altos. Algunos ejemplos de estos edificios son los aeropuertos, los casinos, las centrales eléctricas y los edificios gubernamentales.
Si bien un edificio modular puede tener la misma calidad que un edificio construido in situ, aún existe una reticencia de los compradores de viviendas, así como de algunas instituciones crediticias, a considerar los edificios modulares equivalentes de los edificios construidos in situ. Esto a pesar de que las encuestas demuestran que la mayoría de las personas rara vez pueden diferenciar un edificio modular de uno construido en el sitio.

## Cifras del mercado mundial
Los edificios modulares se ofrecen cada vez más como una alternativa viable y mejor a la construcción convencional, debido a las diversas ventajas que brindan, tanto para el sector residencial como comercial e industrial. De acuerdo con un informe elaborado por el Instituto Nacional de Ciencias de la Construcción de los Estados Unidos (NIBS) en el año 2018 el 87,62% de las personas encuestadas había utilizado algún componente prefabricado modular en los últimos 12 meses, y el 81,63% planeaba utilizarlos en los próximos 12 meses.
En países como Estados Unidos y Canadá los edificios modulares son populares principalmente debido a sus precios competitivos. Mientras que en países como Suecia los edificios modulares representan hasta el 60% de las obras nuevas.
Según la consultora Straits Research el mercado global de la construcción modular prefabricada se valoró en 137 mil millones de dólares en el año 2021. Y se estima que alcanzará los 271 mil millones de dólares para el año 2030.
Este mercado se verá impulsado por factores como la creciente inversión en el sector de las infraestructuras, el aumento de la demanda de edificios comerciales y residenciales y la atención a la eficiencia energética. Sin embargo, el aumento del coste de la mano de obra y los materiales, así como la falta de mano de obra cualificada para este tipo de labor pueden dificultar su crecimiento.

## Investigación y desarrollo
La investigación y desarrollo de nuevas tecnologías en lo que respecta a la construcción de edificios modulares está avanzando rápidamente en todo el mundo. Los edificios modulares se han utilizado para proyectos gubernamentales y para la construcción de edificios comerciales y residenciales a gran escala.
Se espera que la construcción modular sea aún más avanzada en el futuro y que siga siendo el método preferido para la construcción de edificios altos. También se pronostica que se aplicará cada vez más a la construcción de puentes y carreteras. El proceso se ha ido perfeccionando a lo largo de los años y las empresas de construcción modular han adquirido experiencia y reputación en la producción de edificios de alta calidad.
La investigación y el desarrollo futuros de la construcción modular se centrarán en la mejora del software de diseño modular (modelado 3D) y en el desarrollo de mejores interconexiones entre módulos.